# Јаков Миланковић
Јаков Миланковић (Сремски Карловци, 18. октобра 1832—Земун, 30. септембар 1883) био је српски лекар и политички делатник из 19. века. Највише утицаја имао је на политички и културни живот Земуна. 

## Биографија
Отац му је био Мојсије Миланковић парох Карловачки, који је умро 1840. године, те је Јаков као дете остао без оца.
После завршне основне школе, завршио је и шест разреда гимназије у родним Карловцима, седми и осми у Пешти. где је 1853. положио испит зрелости, а потом уписао на медицински факултет, као питомац тадашњег кнеза Александра Карађорђевића. Године 1859. промовисан је за доктора медицине, а исте године дозвољено му је полагање доктората филозофије, што је била честа пракса у то време. 
По завршетку образовања настанио се у Земуну где су у том тренутку преминула два лекара и остао је једино Милош Радојчић. У почетку Јаков се бавио само медицином и својим послом. Годину дана након Јакова у Земун се доселио и адвокат Матија Ивић, који је пуно допринео развоју Земуна. 

## Рад у Земуну
Политичке прилике у целој земљи диктирале су и темпо живота у самом Земуну, тако са 1848. годином и касније Сабором из 1864-1865 године почело је и веће политичко ангажовање Срба у Земуну. Јаков Миланковић је узимао учешћа у многим политичким активностима у овом периоду. Велики скок напред представљао је и декрет из 1868. године по коме је дозвољено да се Срби у Угарској просветно организују. Наредне године Јаков Миланковић постао је директор српских школа у Земуну, а исте године постао је и председник српске црквене општине, на ком ће положају бити до 1875. Веома се залагао да српске школе пређу у управу српске црквене општине у чему је имао великог успеха. Влада у Загребу пристала је да се српске школе одвоје од градске општине, Србима су дате све субвенције и учитеље је требала плаћати црквена општина. Због тога је 1873. године српска црквена општина подигла своју школу у Земуну и српски учитељи постали су чиновници српске црквене аутономије, односно Срби су постали господари својих школа. То што је Јаков Миленковић од 1871. до 1877. године био члан варошког представништва много је утицало на политички и целокупни живот у Земуну. На челу овог представништва био је Матија Ивић који није ни на један начин ограничавао Миланковића, чак су се заједно ангажовали за добијање железнице.
Колико је Јаков био цењен у Земуну и колико је његов труд био препознат, најбоље се видело 1876. године када је скоро једногласно изабран за градоначелника Земуна. Међутим, његов избор никад није потврђен од стране генерал-команде у Загребу услед српско-турског рата који се водио у том тренутку. Услед ових дешавања одлази у пензију Милош Радојчић и на његово место, као варошки физик, биће постављен управо Јаков. Потврда за овај положај брзо је стигла, а на место градоначелника постављен је Стеван Марковић.
Након овог избора и уплив Јакова Миланковића у политички живот Земуна постао је мањи, бавио се својим послом и био јако успешан у томе. Остао је цењен и поштован и његов углед се никада није пољуљао. Умро је у Земуну 30. септембра 1883. године, оставивши иза себе удовицу Софију са којом није имао деце.